# Javor klen na Podlesí
Javor klen na Podlesí je památný strom v osadě Podlesí u bývalé hájovny, jižně od Kašperských Hor. Javor klen (Acer pseudoplatanus L.) je solitér s pravidelnou vysoko nasazenou korunou, který roste na louce v nadmořské výšce 800 m. Od 4 metrů roste jako dvojkmen, v těchto místech je narušen a pravděpodobně napaden houbou. Jeho výška je 20 m a obvod kmene 460 cm (měření 2010). V roce 1999 byl kmen zajištěn nepředepjatou vazbou a v roce 2007 došlo k instalaci dalších 3 kusů preventivních nepředepjatých vazeb o větší síle. Strom je chráněn od 26. května 1992 jako krajinná dominanta.

## Památné stromy v okolí
- Jilm pod Kozincem
- Lípa na Podlesí
- Skupina lip na Podlesí
- Zhůřská jedle